# Nervostroma depraedans
Nervostroma depraedans är en svampart som beskrevs av Narumi & Y. Harada 2006. Nervostroma depraedans ingår i släktet Nervostroma och familjen Sclerotiniaceae.   Inga underarter finns listade i Catalogue of Life.